# Capital City 200 1959
Capital City 200 1959 var ett stockcarlopp ingående i Nascar Grand National Series (nuvarande Nascar Cup Series) som kördes 13 september 1959 på den 0,5 mile (805 meter) långa ovalbanan Atlantic Rural Fairgrounds i Richmond i Virginia. Totalt avverkades 100 miles (160,934 km) fördelat på 200 varv. Banunderlaget var dirt. Loppet vanns av Cotton Owens i en Ford Thunderbird på tiden 1:39.22 körande för W.H. Watson. Owens snitthastighet var 60,362 mph. Prispotten uppgick till 3 685 dollar, varav 800 dollar gick till segraren.

## Resultat
| Plc     | Nr | Förare       | Team/ bilägare       | Konstruktör | Start | Varv | Ledda varv |
| ------- | -- | ------------ | -------------------- | ----------- | ----- | ---- | ---------- |
| 1       | 6  | Cotton Owens | W.H. Watson          | Ford        | 1     | 200  | 0          |
| 2       | 42 | Lee Petty    | Petty Enterprises    | Plymouth    | 15    | 200  | 0          |
| 3       | 59 | Tom Pistone  | Carl Rupert          | Ford        | 4     | 198  | 0          |
| 4       | 88 | Reds Kagle   | Reds Kagle           | Chevrolet   | 9     | 194  | 0          |
| 5       | 90 | Runt Harris  | Donlavey Racing      | Chevrolet   | 5     | 193  | 0          |
| 6       | 64 | Shep Langdon | Shep Langdon         | Ford        | 7     | 191  | 0          |
| 7       | 19 | Herman Beam  | Herman Beam          | Chevrolet   | 13    | 189  | 0          |
| 8       | 31 | Brownie King | Jess Potter          | Chevrolet   | 6     | 187  | 0          |
| 9       | 23 | Bill Scott   | i.u.                 | Chevrolet   | 10    | 179  | 0          |
| 10      | 55 | L.D. Austin  | L.D. Austin          | Chevrolet   | 16    | 172  | 0          |
| 11      | 35 | Al White     | Al White             | Ford        | 14    | 160  | 0          |
| 12      | 21 | Glen Wood    | Wood Brothers Racing | Ford        | 2     | 152  | 0          |
| 13      | 32 | George Green | Jess Potter          | Chevrolet   | 12    | 146  | 0          |
| 14      | 34 | G.C. Spencer | GC Spencer Racing    | Chevrolet   | 11    | 76   | 0          |
| 15      | 38 | Ned Jarrett  | Ned Jarrett          | Ford        | 8     | 50   | 0          |
| 16      | 47 | Jack Smith   | Jack Smith           | Chevrolet   | 3     | 11   | 0          |
| Källor: |    |              |                      |             |       |      |            |